# Super Tuesday
Der Super Tuesday (englisch, wörtliche Übersetzung Super-Dienstag) ist ein informeller Begriff des Wahlsystems der Vereinigten Staaten. Der Name bezieht sich auf einen Dienstag (engl. Tuesday) im Jahr von Präsidentschaftswahlen, an dem gleichzeitig in einer Vielzahl der Bundesstaaten Vorwahlen (je nach Staat als „Primary“ oder „Caucus“) zur Kandidatur stattfinden. Somit ist der Super Tuesday der Tag, an dem die meisten Delegierten gewählt werden. Daher müssen mögliche Wahlkandidaten zum Präsidentschaftsamt an diesem Wahltag gut abschneiden, um sich einer erfolgreichen Nominierung als Kandidat der Partei zu versichern. Der Super Tuesday fand bislang immer im März statt, nur 2008 wurde er auf den 5. Februar vorgezogen.
Wie sich bereits das Wahlsystem mit Wahlmännern aus der Frühgeschichte der Kolonien begründet, so kann auch der Dienstag als Wahltag mit historisch-praktischen Gesichtspunkten erklärt werden. Ein Sonntag kam als Wahltag nicht in Frage, da er Kirchenbesuchstag ist. Um den Wählern die Anreise zu den in den Weiten der USA bisweilen nicht nahen Wahllokalen zu ermöglichen, wurde der Dienstag als Wahltag festgelegt. Somit konnte der Montag für die Anreise genutzt werden.
| Super Tuesday Daten |
| ------------------- |
| 8. März 1988        |
| 10. März 1992       |
| 12. März 1996       |
| 7. März 2000        |
| 2. März 2004        |
| 5. Februar 2008     |
| 6. März 2012        |
| 1. März 2016        |
| 3. März 2020        |
| 5. März 2024        |

## Geschichte

### 1988 bis 2004
Der Eigenbegriff „Super Tuesday“ bezog sich zuerst auf den 8. März 1988, als in den Südstaaten Texas, Florida, Tennessee, Louisiana, Oklahoma, Mississippi, Kentucky, Alabama und Georgia gleichzeitig Vorwahlen für die US-Präsidentschaftswahlen 1988 im November abgehalten wurden. Die staatenübergreifenden regionalen Vorwahlen basieren auf einer Idee von Demokraten, einen eigenen moderaten Kandidaten aufzustellen, der die Interessen der Südstaaten besser vertreten würde (Dieser Plan ging letztlich nicht auf, da der Parteilinke Michael Dukakis, der Gouverneur von Massachusetts, nominiert wurde). Obschon die Beteiligung an gleichzeitigen Vorwahlen Schwankungen unterworfen ist, hat es in allen nachfolgenden Wahljahren wieder einen Super Tuesday gegeben.
Ein überzeugendes Ergebnis am Super Tuesday hat zumeist die Chancen für eine erfolgreiche Kandidatur stark gefördert. Im Allgemeinen wurden der Caucus von Iowa und die Vorwahlen in New Hampshire von der Presse zwar stark beachtet, da es die ersten Vorwahlen sind. Zahlenmäßig sind sie jedoch wenig relevant für das Gesamtergebnis, da es sich um relativ kleine Bundesstaaten handelt. Die Vorwahlen des Super Tuesday dagegen finden in einer großen Zahl von Staaten statt, die demographisch und sozial sehr unterschiedlich sind, wodurch das Ergebnis als maßgeblich für eine bundesweite Akzeptanz der Kandidaten gesehen wird. Im Jahr 1992 hatte Bill Clinton eine Reihe vorheriger Vorwahlen verloren, jedoch am Super Tuesday in einer Reihe von Südstaaten überzeugend gewonnen – er wurde letztlich auch zum Kandidaten der demokratischen Partei und gewann die Präsidentschaftswahlen. Im Jahre 1996 wurde für den Republikaner Bob Dole der Umschwung am Super Tuesday bedeutend, und im Jahre 2000 konnten Demokrat Al Gore und Republikaner George W. Bush ihren Anspruch auf Kandidatur mit Siegen in den Vorwahlen des Super Tuesday untermauern. Am Super Tuesday im Jahre 2000 waren 16 US-Bundesstaaten und Amerikanisch-Samoa beteiligt und etwa 61 Prozent (Demokraten) bzw. 58 Prozent (Republikaner) der Delegiertenstimmen wurden gesichert.

### „Super Duper Tuesday“ 2008

Am Super Tuesday 2008 fanden in 24 Staaten Vorwahlen statt:

Vor diesem Tag gab es Bestrebungen einiger Staaten, ihre Vorwahlen auf einen Dienstag Anfang Februar vorzuziehen, um gemeinsam ihre Bedeutung im Präsidentschaftswahlkampf der Parteien zu erhöhen. Diese Bestrebungen für gemeinsame Vorwahlen im Februar haben für das Präsidentschaftswahljahr 2008 die Folge, dass in 24 Bundesstaaten am 5. Februar 2008 Vorwahlen abgehalten wurden. Damit konnten an diesem Tag etwa die Hälfte der möglichen Delegierten gewonnen werden.
Für diesen bisher größten „Super Tuesday“ werden in der Presse scherzhaft Steigerungsformen wie „Super Duper Tuesday“, „Giga Tuesday“ oder „Tsunami Tuesday“ verwandt. Der Beiname Tsunami Tuesday kam am 3. Juni 2007 auf, als die Pressestrategen der großen Parteien – James Carville, Bob Shrum, Mary Matalin und Mike Murphy – am runden Tisch des Meet the Press Events davon sprachen, dass damit die Bedeutung des bisherigen Super Tuesday weggewischt würde.
| Vorwahlen der Demokraten                      | Hillary Clinton | Barack Obama |
| --------------------------------------------- | --------------- | ------------ |
| Am Super Tuesday gewonnene Staaten            | 12              | 11           |
| Am Super Tuesday gewonnene Delegiertenstimmen | 834             | 847          |

| Vorwahlen der Republikaner                    | John McCain | Mitt Romney | Mike Huckabee | Ron Paul |
| --------------------------------------------- | ----------- | ----------- | ------------- | -------- |
| Am Super Tuesday gewonnene Staaten            | 9           | 7           | 5             | 0        |
| Am Super Tuesday gewonnene Delegiertenstimmen | 511         | 176         | 147           | 10       |

### 2012

Republikanischer Super Tuesday 2012

Um dem Wettlauf nach immer früheren Vorwahlterminen zu begegnen, hatte das Republican National Committee bestimmt, dass Staaten, die ihre Primaries ohne Erlaubnis des RNC vor dem 6. März 2012 abhielten, nur die Hälfte der ihnen rechnerisch zustehenden Sitze auf dem Nominierungsparteitag zugeteilt bekommen würden. Dementsprechend wurde der 6. März 2012, der erste Dienstag im März, zum Super Tuesday im Präsidentschaftswahljahr 2012 mit Vorwahlen und Caucuses in elf Bundesstaaten. Demokratische Vorwahlen fanden nicht statt, da Barack Obama als amtierender Präsident als Kandidat unstrittig war.
| Vorwahlen der Republikaner                                                       | Mitt Romney | Rick Santorum | Newt Gingrich | Ron Paul |
| -------------------------------------------------------------------------------- | ----------- | ------------- | ------------- | -------- |
| Am Super Tuesday 2012 gewonnene Staaten                                          | 6           | 3             | 1             | 0        |
| Am Super Tuesday 2012 gewonnene Delegiertenstimmen (4 aus Ohio nicht zugeordnet) | 225         | 89            | 80            | 21       |

### 2016

Super Tuesday 2016:

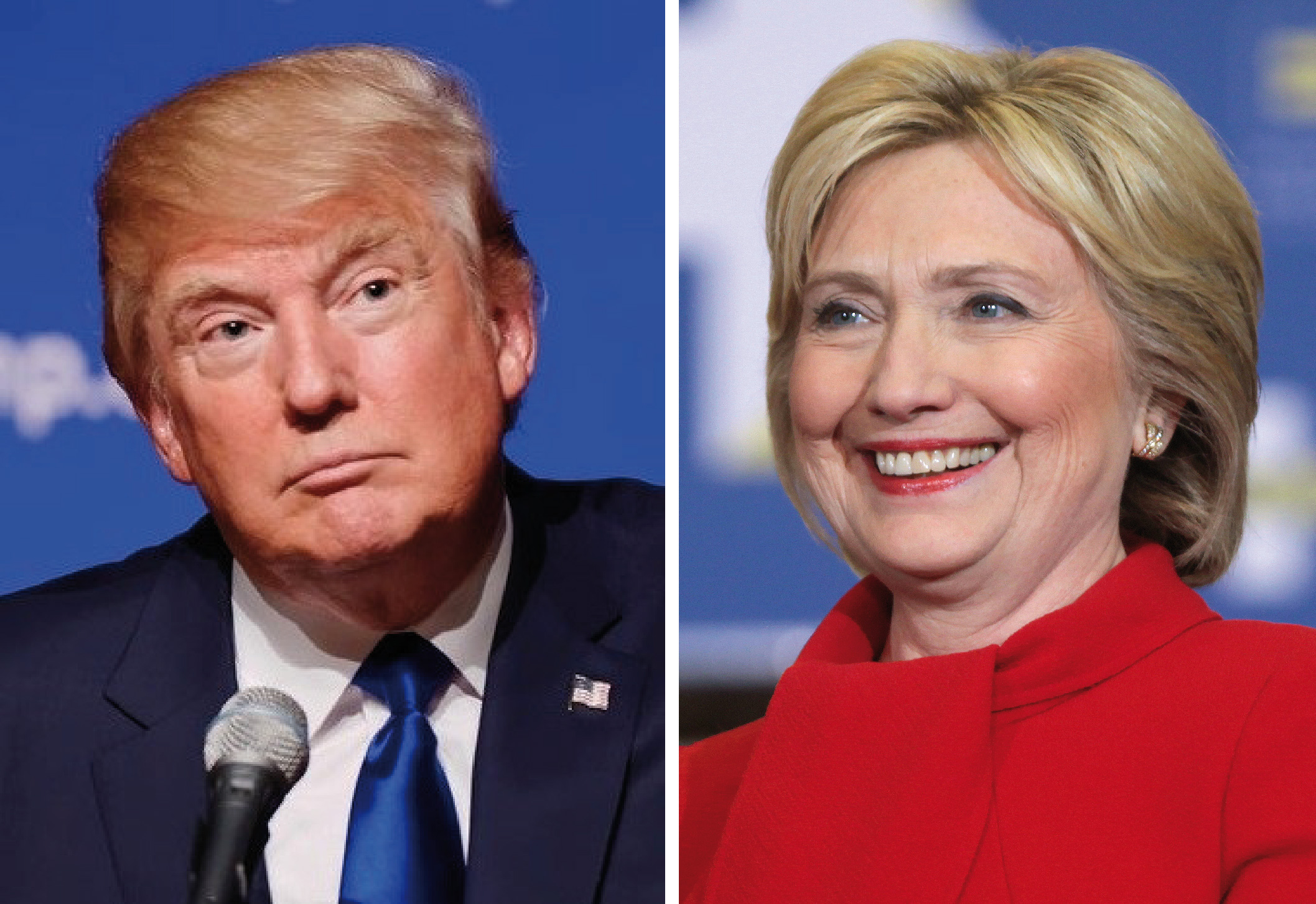
Die beiden Hauptgewinner 2016 Donald Trump und Hillary Clinton

2016 fand der Super Tuesday am 1. März mit Vorwahlen in den folgenden Staaten statt: Alabama, Alaska (GOP), Arkansas, Georgia, Massachusetts, Colorado, Minnesota, Oklahoma, Tennessee, Texas, Vermont, Virginia. In Wyoming und North Dakota fanden ebenfalls Abstimmungen bei den Republikanern statt, deren Ergebnis jedoch ebenso wie das aus Colorado nicht bindend ist. Insgesamt wurden 595 Delegiertenstimmen (25 % von allen) der Republikaner und 865 Delegiertenstimmen (22 % von allen) der Demokraten abgegeben. In Texas alleine wurden 155 republikanische Delegierte und 252 demokratische Delegierte gewählt. Die nächstgrößeren Staaten waren Georgia (76 Rep., 116 Dem.), Virginia (49 Rep., 110 Dem.), Tennessee (58 Rep., 76 Dem.) und Alabama (50 Rep., 60 Dem.).
| Vorwahlen der Demokraten                      | Hillary Clinton | Bernie Sanders |
| --------------------------------------------- | --------------- | -------------- |
| Am Super Tuesday gewonnene Staaten            | 7               | 4              |
| Am Super Tuesday gewonnene Delegiertenstimmen | 453             | 284            |

| Vorwahlen der Republikaner                    | Donald Trump | Ted Cruz | Marco Rubio | John Kasich | Ben Carson |
| --------------------------------------------- | ------------ | -------- | ----------- | ----------- | ---------- |
| Am Super Tuesday gewonnene Staaten            | 7            | 3        | 1           | 0           | 0          |
| Am Super Tuesday gewonnene Delegiertenstimmen | 203          | 144      | 71          | 19          | 3          |

Bei den Demokraten gewann Hillary Clinton die absolute Mehrheit in den Staaten Alabama, Arkansas, Georgia, Massachusetts, Tennessee, Texas und Virginia. Sanders war in Colorado, Oklahoma, Minnesota und seinem Heimatstaat Vermont erfolgreich.
Bei den Republikanern gewann Donald Trump in der Summe die meisten Delegiertenstimmen und die relativen Mehrheiten in den Staaten Alabama, Arkansas, Georgia, Massachusetts, Tennessee, Vermont und Virginia. Ted Cruz kam hinsichtlich der Delegiertenstimmen an zweiter Stelle und war in seinem Heimatstaat Texas sowie in Oklahoma und Alaska erfolgreich. Marco Rubio gewann Minnesota. John Kasich und Ben Carson landeten weit abgeschlagen.